# Рудна-Място
Рудна-Място  (пол. Rudna Miasto) — остановочный пункт и путевой пост в селе Рудна в гмине Рудна, в Нижнесилезском воеводстве Польши. Имеет 2 платформы и 4 пути.
Остановочный пункт построен на железнодорожной линии Легница — Рудна-Гвизданув в 1871 году, когда эта территория была в составе Германской империи.